# راينر بارزيل
راينر بارزيل (بالألمانية: Rainer Barzel)‏ (20 حزيران / يونيو 1924 - 29 آب / أغسطس 2006) كان سياسي ألماني ينتمي إلى الاتحاد الديمقراطي المسيحي. شغل منصب رئيس البوندستاغ الألماني من عام 1983 حتى 1984.

## روابط خارجية
- راينر بارزيل على موقع IMDb (الإنجليزية)
- راينر بارزيل على موقع مونزينجر (الألمانية)
- راينر بارزيل على موقع إن إن دي بي (الإنجليزية)
- راينر بارزيل على موقع ديسكوغز (الإنجليزية)